# Atemelia contrariella
Atemelia contrariella är en fjärilsart som beskrevs av Philipp Christoph Zeller 1877. Atemelia contrariella ingår i släktet Atemelia och familjen spinnmalar. Inga underarter finns listade i Catalogue of Life.